# Joaquín María Muzquiz y Callejas
Joaquín María Múzquiz y Callejas (La Habana, 16 de mayo de 1841 – La Habana, 7 de octubre de 1890) fue un político español. 

## Biografía
Licenciado en Derecho por la Universidad Central de Madrid. Abogado en ejercicio con bufete en Madrid. Diputado a Cortes por Navarra, de donde procedía su familia. Fue el autor de Una idea sobre la cuestión de Santo Domingo (1864) y La cuestión de Hacienda (1867).